# Тябут, Дмитрий Васильевич
Дмитрий Васильевич Тябут (бел. Дзмітрый Васілевіч Цябут; 6 ноября 1914, д. Пукановка, Полоцкий уезд, Витебская губерния, Российская империя — 3 января 1987, Минск, Белорусская ССР, СССР) — советский белорусский партийный и государственный деятель, председатель Минского облисполкома (1964—1975), участник Великой Отечественной войны, один из организаторов и руководителей коммунистического подполья и партизанского движения на временно оккупированной территории Белоруссии, командир партизанской бригады имени К. Е. Ворошилова. Представлялся к присвоению звания Герой Советского Союза (1944).

## Биография
Родился 6 ноября 1914 в деревне Пукановка Полоцкого уезда Витебской губернии Российской империи (ныне деревня в составе Полоцкого района Витебской области Беларуси), в крестьянской семье.

### Образование
В 1939 окончил Оршанский педагогический институт (1939), курсы переподготовки при ЦК КПСС (1955—1956), Высшую партийную школу при ЦК КПСС (заочно, в 1962).

### Трудовая деятельность
Трудовую деятельность начал в сентябре 1932 года учителем Малоситненской неполной средней школы, с 1934 по 1936 годы работал учителем Шпаковщинской неполной средней школы Полоцкого района Витебской области.
В августе 1936 года назначается заведующим Ветринского отдела народного образования, где работал до 1940 года. В январе 1940 года назначается заместителем заведующего отделом кадров Ветринского районного комитета КП(б) Беларуси, где и работал до января 1941 года. В январе 1941 года избран председателем исполкома Ветринского районного Совета народных депутатов, где работал до июня 1941 года.
В августе 1941 года добровольно ушёл в Красную Армию. До апреля 1942 года воевал в частях 48-й стрелковой бригады в должности политрука роты.
В апреле 1942 года по решению ЦК ВКП(б) был отозван из армии и направлен на подпольную работу на временно оккупированную территорию Беларуси в Ветринский район, где был назначен секретарём подпольного районного комитета КПБ и командиром партизанской бригады имени К. Е. Ворошилова, входившей в Полоцко-Лепельское партизанское соединение.
После освобождения территории района от немецко-фашистских захватчиков с июня 1944 года по январь 1950 года работал первым секретарём Ветринского районного комитета КП(б) Беларуси. В период с 1950 по 1954 годы являлся вторым, а затем первым секретарём Полоцкого областного комитета КП(б)-КП Беларуси.
В 1954—1955 и в 1956—1961 годах — второй секретарь Витебского областного комитета КП Беларуси.
В мае 1961 года был утверждён первым заместителем, затем министром производства и заготовок Белорусской ССР, где работал до 1962 года.
В 1962—1963 годах — председатель исполнительного комитета Минского областного Совета, в 1963—1964 годах — первый секретарь Минского сельского областного комитета КП Беларуси.
В связи с ликвидацией сельских обкомов партии в декабре 1984 года был избран и работал председателем исполкома Минского областного Совета народных депутатов, где работал до июня 1975 года.
С февраля 1976 года и до последних дней жизни работал председателем Ревизионной комиссии Компартии Беларуси. Избирался депутатом Верховного Совета СССР двух созывов, являлся заместителем председателя комиссии по строительству. Избирался также депутатом Верховного Совета Белорусской ССР семи созывов.
Избирался членом ЦК Компартии Беларуси (1961—1976), был делегатом четырёх съездов КПСС и членом бюро Минского областного комитета КП Беларуси.
Умер в январе 1987 года от сердечного приступа.

## Награды
- три ордена Ленина (в т.ч. 5.11.1964)
- орден Красного Знамени
- орден Кутузова 1-й степени (15.08.1944)[4]
- два ордена Отечественной войны 2-й степени (01.02.1945; 11.03.1985)
- два ордена Трудового Красного Знамени
  - медали в том числе:
  - «За трудовое отличие»
  - медаль «Партизану Отечественной войны» 1-й степени (15.01.1944)[1]
  - медаль «Партизану Отечественной войны» 2-й степени (15.01.1946)[1]
  - «За Победу над Германией в Великой Отечественной войне 1941—1945 гг.»
  - «Ветеран труда» (1976)